# Iași

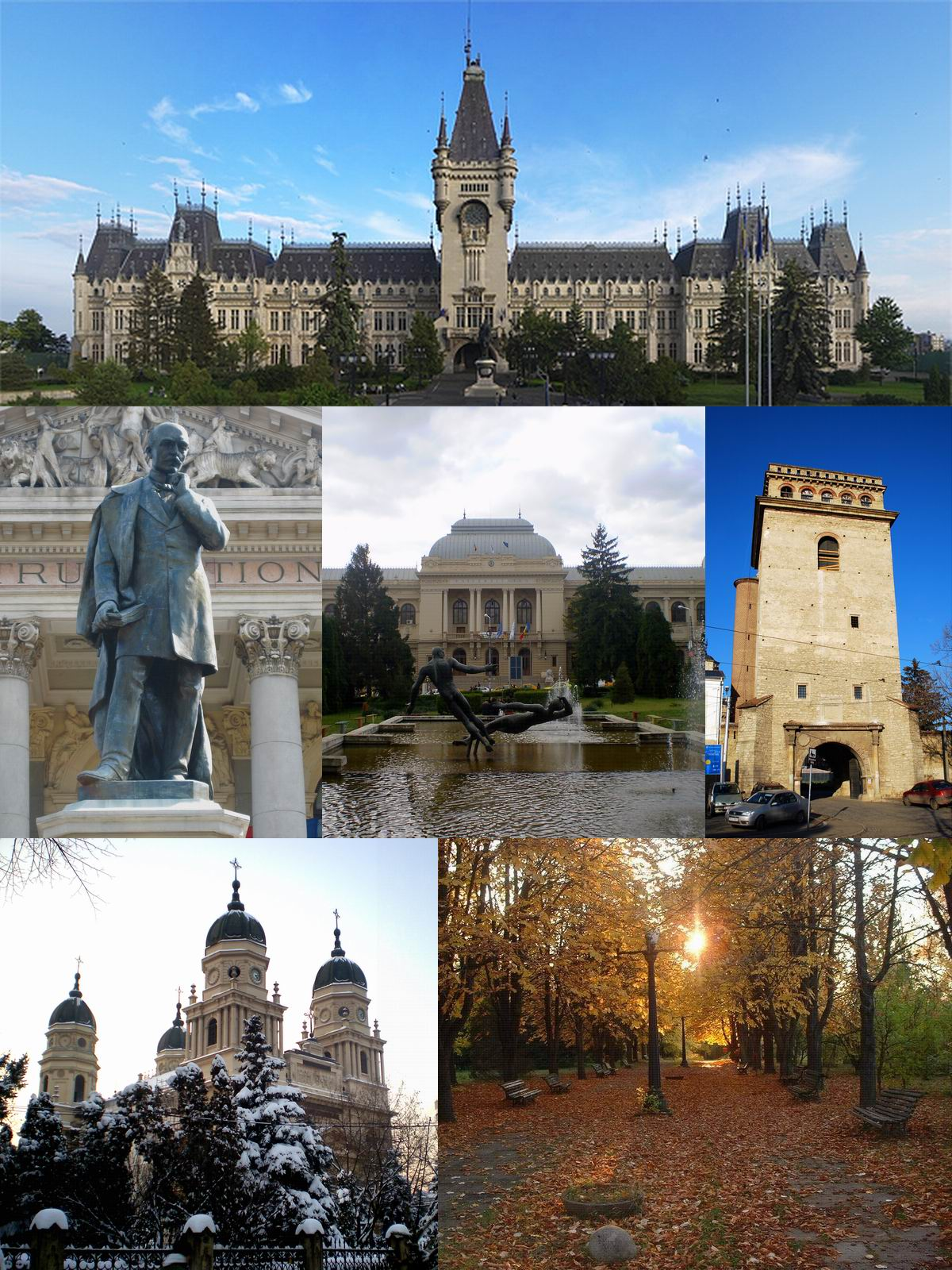
Iași

Iași (Hongaars: Jászvásár, Duits:  Jassy, verouderd Jassenmarkt) (jaʃʲⓘ) is de op twee na grootste stad van Roemenië, en ligt in het noordoosten van dat land, in de regio Moldavië. De stad is de hoofdstad van het district Iași, en de voormalige hoofdstad van het vorstendom Moldavië.
Deze stad is het economische, academische en culturele centrum van Moldavië. Er verblijven jaarlijks meer dan 60.000 studenten in de vijf universiteiten van de staat en drie privé-universiteiten. Iași telt meer dan vijftig kerken en heeft ook vijf culturele centra: Britse, Franse, Duitse, Latijns-Amerikaanse & Caribische en Griekse. Cultuur is te vinden rond het Nationaal Theater, een Operagebouw, de Staat Filharmonie van Iași, het Tatarasi-atheneum, een beroemde Botanische Tuin, een serie van musea en herdenkingshuizen, een onafhankelijk theater en meerdere studentenorganisaties.

## Etymologie
Historici hebben meerdere theorieën voor waar de naam Iași vandaan kan komen. Een van de theorieën zegt dat de naam komt van een stam der Sarmaten, de Iazigi, waar Ovidius over vermeldde: "Ipse vides onerata ferox ut ducata Iasyx/ Per media Istri plaustra bubulcus aquas" en "Jazyges et Colchi Metereaque turba Getaque/ Danubii mediis vix prohibentur aquis".
Op een inscriptie die afkomstig was van een Romeinse mijlpaal, die gevonden werd in Osijek in Kroatië, stond de naam van een plaats die Jassiorum municipium heette.
Een andere mogelijkheid is dat de naam van een der stammen van de Alanen komt, de Osseten ("jassi" of "jasy" in sommige talen). De Hongaarse naam voor de stad luidt Jászvásár dat ongeveer "Markt van de Osseten" betekent. Een oud-Roemeense naam hiervoor is Târgu Ieșilor.
In andere talen heet Iași ook wel Jászvásár (Hongaars), Ιάσιο (Grieks), Yashi (Romani) en יאס Yas (Jiddisch). Vroeger werd ook wel Jassy gebruikt in documenten.

## Geschiedenis
Iași werd voor het eerst documentair vermeld door de Moldavische vorst Alexander de Goede (Alexandru cel Bun) in het jaar 1408. Maar ondanks deze vermelding, staan er nog gebouwen van vóór 1408 in Iași, zoals de Armeense Kerk die gebouwd is in 1385. Men denkt dat de stad véél ouder is dan de eerste vermelding.
In 1564 verplaatste de vorst Alexandru Lăpușneanu de Moldavische hoofdstad van Suceava naar Iași. In 1640 stichtte Vasile Lupu hier de eerste school die les gaf in de Roemeense taal. Naast de school stichtte Lupu ook een drukkerij in het Trei-Ierarhi-klooster. Het eerste gedrukte boek uit Moldavië verscheen in 1643. Dit boek werd gedrukt in Iași.
Iași is meerdere malen platgebrand. In 1513 werd de stad platgebrand door de Krim-Tataren, in 1538 door de Turken en in 1686 door de Russen. In 1734 werd Iași geteisterd door een plaag. In 1792 werd er een vredesverdrag getekend in Iași, tussen Turkije en Rusland (zie Vrede van Iași).

Van 1565 tot 1859 was Iași de hoofdstad van Moldavië. Tussen 1859 en 1862 waren Iași en Boekarest samen de facto de hoofdsteden van de verenigde vorstendommen van Walachije en Moldavië. Hierna verplaatste de hoofdstad voorgoed naar Boekarest.

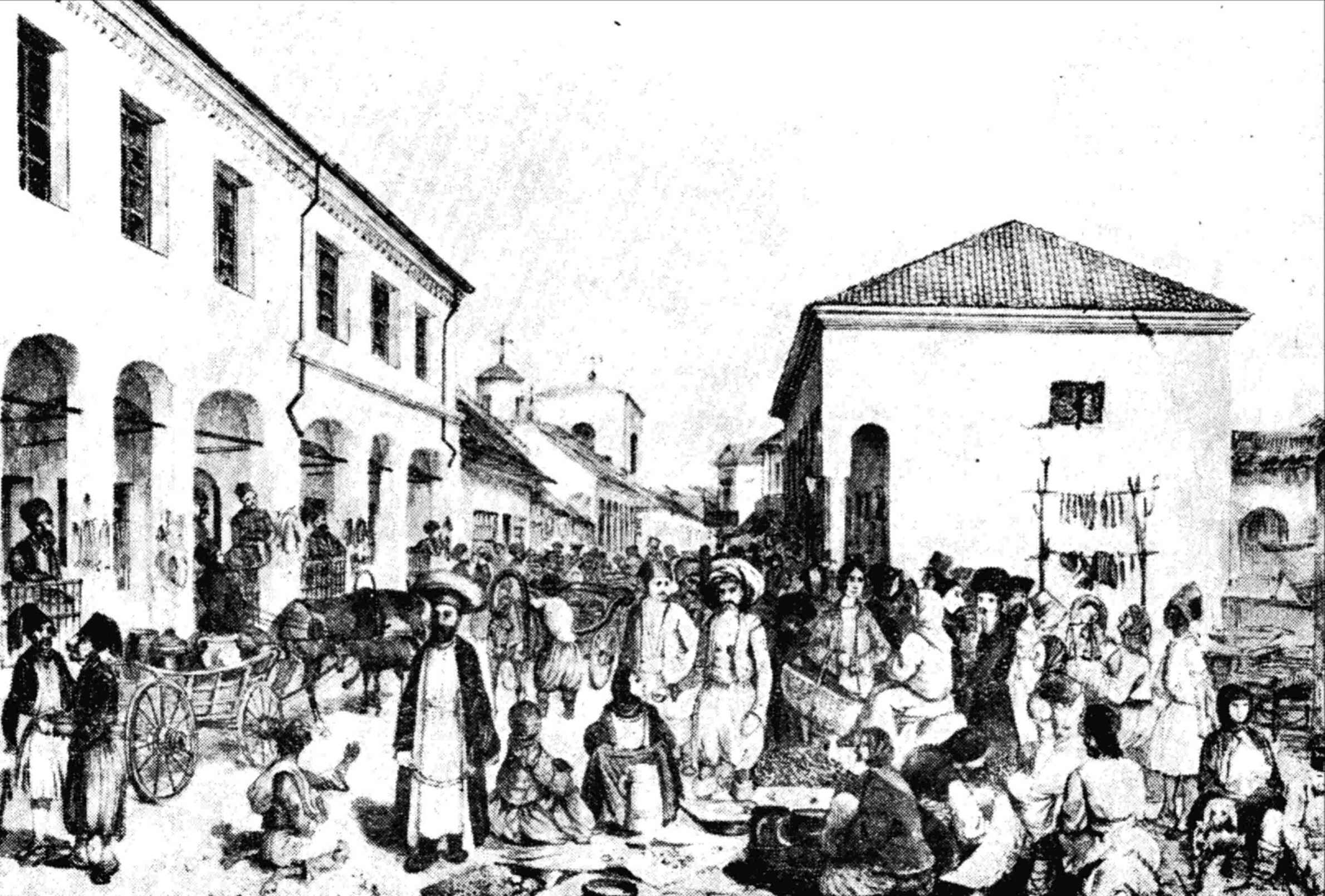
De "Goede Vrijdagmarkt" in 1845

Alle gebouwen van chirpici en hout in Iași werden gesloopt en vervangen door gebouwen van steen of baksteen. Het wegennetwerk van Iași werd ook verbeterd. Nieuwe, belangrijke waaronder openbare, gebouwen werden neergezet in de stad. Onder andere het Cultuurpaleis, het Nationaal Theater en de Universiteit Alexandru Ioan Cuza werden gebouwd.
Tijdens de Eerste Wereldoorlog werd Iași vervangend hoofdstad voor twee jaar, nadat Boekarest bezet werd door de centrale mogendheden op 6 december 1916. In 1918, na de oorlog, verhuisde de hoofdstad weer naar Boekarest.
In de Tweede Wereldoorlog op 27 juni 1941, enkele dagen na de Duitse inval van de Sovjet-Unie, vond in Iași een massale pogrom plaats tegen de joodse bevolking van de stad. Grotendeels uitgevoerd door de Roemeense autoriteiten werden hierbij in enkele dagen tijd minstens 13000 mensen vermoord.
In mei 1944 vocht bij Iași een Roemeens-Duits leger tegen het Rode Leger. In de Slag bij Târgu Frumos, nabij Iași, behaalde het Duits-Roemeense leger een grote overwinning op de Russen. In juli werd de stad alsnog ingenomen door de Russen.
Na de Tweede Wereldoorlog, begon de stad zich verder te ontwikkelen. Er werden nieuwe wijken bijgebouwd en industriële gebieden aangelegd. Ook na de val van het communisme bleef Iași een belangrijk centrum in het oosten van Roemenië.

## Geografie

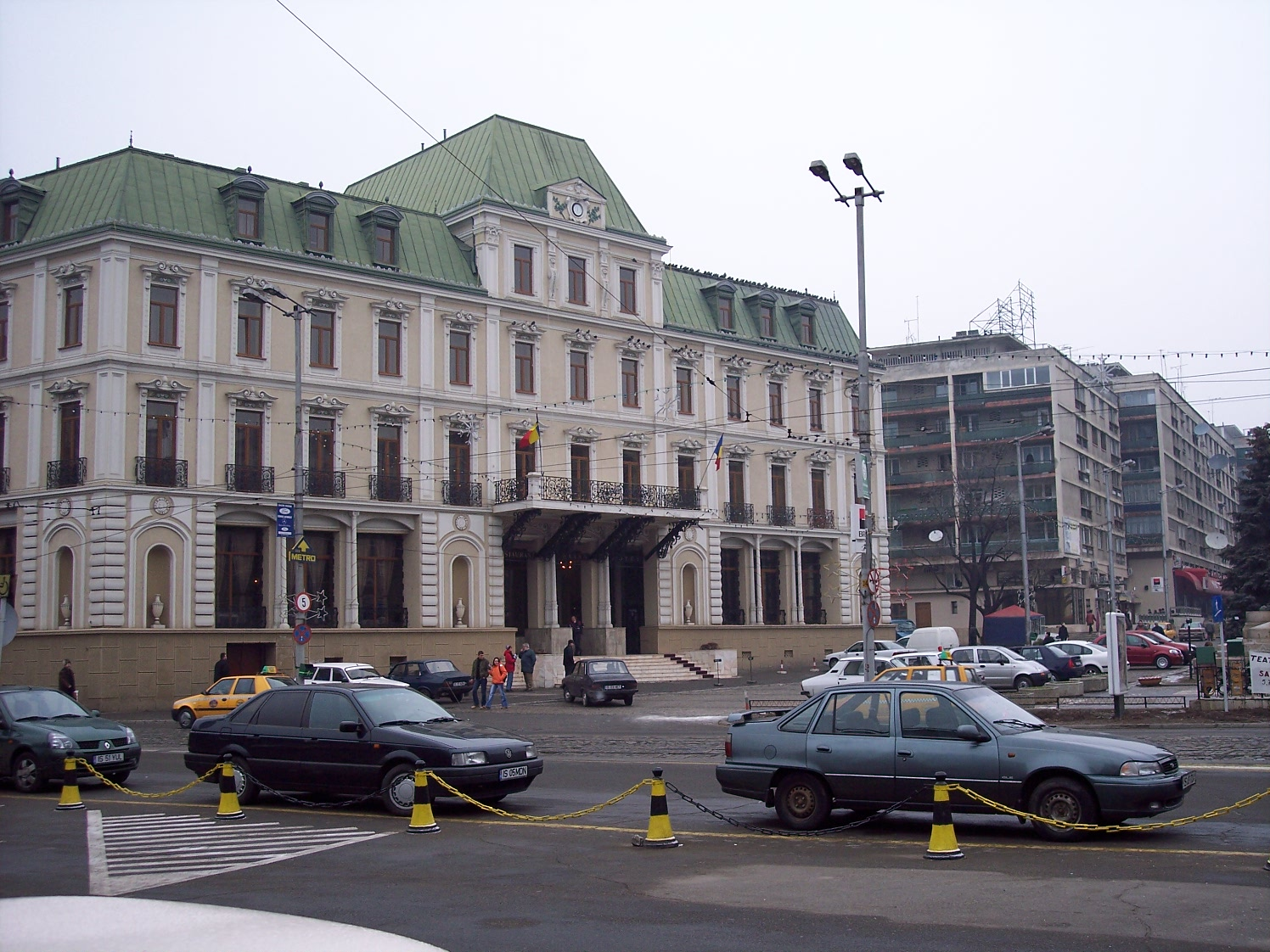
Hotel Traian

De stad ligt aan de rivier de Bahlui, een zijrivier van de Jijia die op zijn beurt in de Proet stroomt. Iaşi is geen legendarische stad op zeven heuvels meer, de stad is inmiddels verspreid op negen heuvels: Cetățuia, Tătărași, Galata, Copou-Aurora, Bucium-Păun, Șorogari, Ciric, Repedea en Bârnova, met hoogteverschillen van 40 m boven zeeniveau op de Lunca Bahluilui tot 400 m boven zeeniveau op de Păun en Repedea. De belangrijkste heuvels zijn de Copou, Cetățuia, Tătărași en Galata. Naast de Bahlui stromen ook de rivier de Nicolina en de kleinere Șorogari (in de middeleeuwen ook "Cacaina" ('caca' betekent 'ontlasting') genoemd omdat men daar zijn afval dumpte) door de stad. Aan de rand van de stad stroomt een kleine rivier, de Ciric, waar drie kunstmeren zijn aangelegd.

### Wijken
- noord: Copou, Țicău, Crucea Roșie, Sărărie, Podul de Fier, Independenței, Agronomie, Târgu Cucului
- oost: Tudor Vladimirescu, Bucșinescu, Tătărași-Noord en -Zuid, Oancea, Dispecer, Grădinari, Moara de Vânt, Ciurchi, Metalurgie, Aviației, Țuțora, Obreja, Zona industrială
- zuid: Baza 3, Bularga, Bucium, Socola, Frumoasa, Clopotari, Poitiers-Siraj, Manta Roșie, Podu Roș, Dimitrie Cantemir, Țesătura, Nicolina 1 en 2, C.U.G. 1 en 2, Galata 1 en 2, Podul de Piatră, Zona Industrială Sud
- west: Mircea cel Bătrân, Alexandru cel Bun, Țigarete, Gară, Dacia, Zimbru, Bicaz, Minerva, Olimp, Păcurari, Canta, Păcureț, Moara de Foc

### Dichtstbijzijnde steden
- Vaslui (70 km Z)
- Huși (89 km ZO)
- Roman (83 km ZW)
- Târgu Neamț (100 km W)
- Bacău (120 km Z)
- Botoșani (130 km NW)
- Suceava (150 km NW)
- Piatra Neamț (150 km W)

## Bevolking
Volgens de laatste schattingen in 2010 is Iași met 309.631 inwoners de op twee na grootste stad van Roemenië. Alleen Boekarest en Timișoara zijn groter. De metropool Iași heeft ongeveer 430.000 inwoners. Samen met de studenten en andere tijdelijke inwoners overtreft de bevolking van Iași de 520.000 inwoners, waarvan je kunt zeggen dat Iași al veel verder is dan de drie andere steden met meer dan 300.000 inwoners (Cluj-Napoca, Timișoara, Constanța).

### Etnische groepen in Iași
1930
- Roemenen: 63.168
- Joden: 34.662
- Duitsers: 980
- Russen: 918
- Hongaren: 543
- Polen: 505
- Roma: 340
- Armenen: 170
- En overige

2002
- Roemenen: 98,1%
- Roma: 1,2%
- Andere nationaliteiten: 0,7%

### Religies in Iași
1930
- Oosters-Orthodox: 63.023 (61,26%)
- Mozaïek: 35.465 (34,47%)
- Rooms-Katholiek: 3.178 (3,08%)
- Luthers: 356 (0,34%)
- Grieks-katholiek: 190 (0,18%)

2002
- Orthodox 92,8%
- Rooms-katholiek 4,7%
- Overige geloven 2,5%

## Bezienswaardigheden

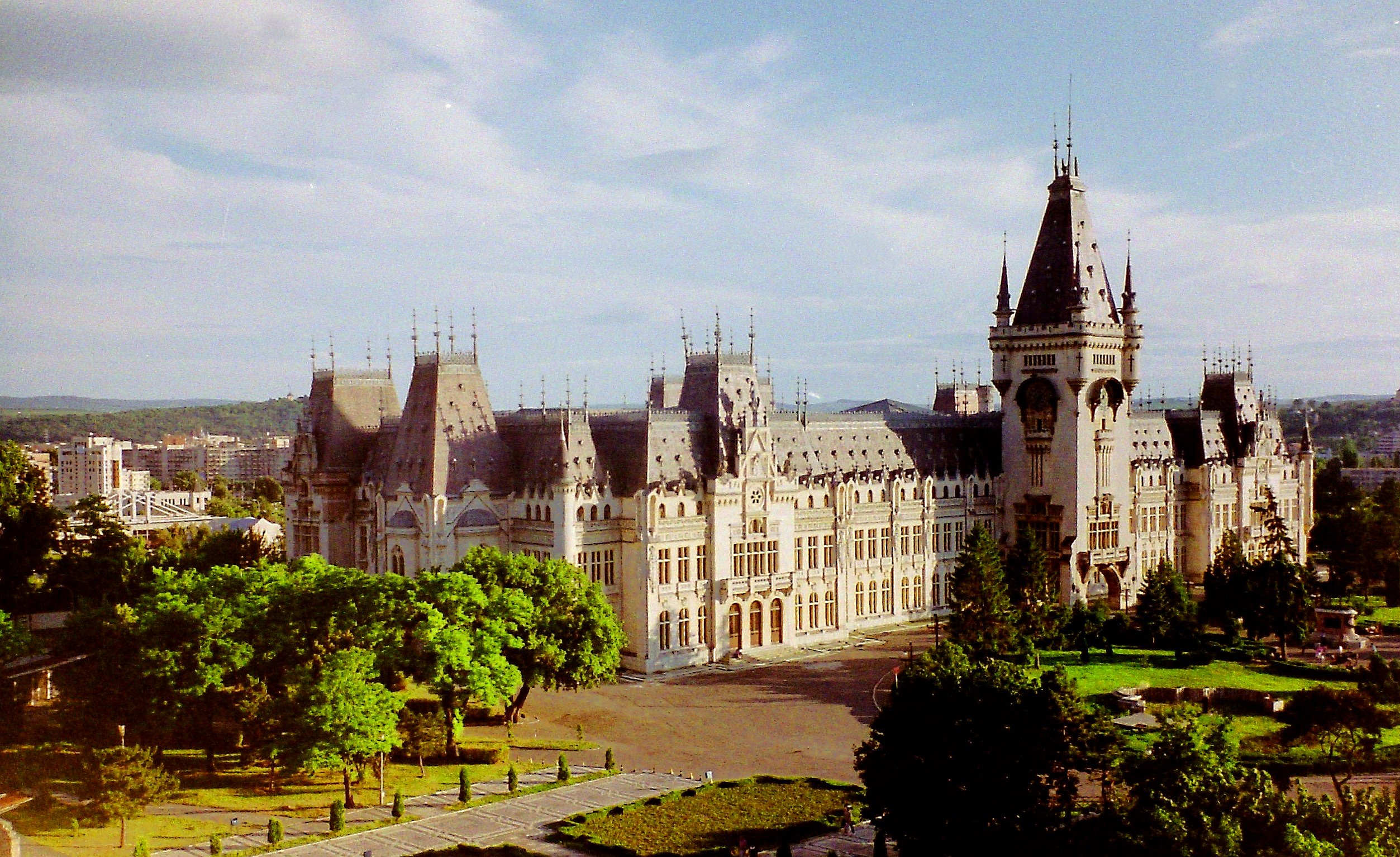
Cultuurpaleis

Iași is een opmerkelijk educationeel centrum, en bezit verschillende kunstwerken van architectuur, zoals de Trei Ierarhi-kerk en het neogotische Cultuurpaleis, waar vier musea in gevestigd zijn (van geschiedenis, technologie, etnografie en kunst). Veel gebouwen in de oude stad zijn net zoals in Boekarest tijdens het communistische regime gesloopt, als onderdeel van Ceaușescu's programma van systematisatie. In de plaats van de oude gebouwen zijn communistische flats in sovjetstijl gekomen.

### Kerken

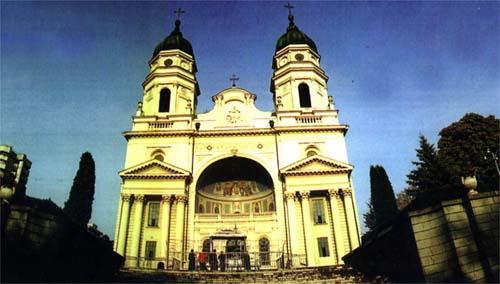
Kathedraal van Iași

Iași is de zetel van de Roemeens-orthodoxe metropolie van Moldavië en van een rooms-katholieke bisschop. Er bevinden zich veertig kerken in de stad. De oudste is de Sint Nicolaas ("Sfântul Nicolae") die uit de tijd van Ștefan cel Mare (1457-1504) komt. De meest bezochte is de 17e-eeuwse metropoliete Sint Spiridion en Trei Ierarhi. De laatste is een voorbeeld van Byzantijnse kunst en is opgericht in 1635-1639 door Vasile Lupu. Trei Ierarhi is versierd met talloze vergulde gravures op zijn buitenmuren en tweelingtorens. Andere bezienswaardige kerken, waarvan sommigen omringd zijn door grote muren, zijn onder andere Galata (1581), Golia, St. Sava, Barnovschi, Bărboi (17e eeuw), Cetățuia (eind 17e eeuw) en Frumoasa (18e eeuw).

## Sport
Voetbalclub Politehnica Iași speelde 28 seizoenen in Liga 1. De club verdween in 2010 na een faillissement. Als opvolger werd in 2010 CSM Politehnica Iași opgericht. CSM Politehnica Iași speelt inmiddels in Liga 1 en werkt haar wedstrijden af in het Emil Alexandrescustadion.

## Geboren
| - Petre P. Carp - Lascăr Catargiu - Sorel Etrog - Alma Gluck - Mihail Kogălniceanu - Magda Lupescu - Alina Motoc - Cristian Mungiu | - Margareta Niculescu - George Emil Palade (1912-2008), Roemeens-Amerikaans arts, celbioloog en Nobelprijswinnaar (1974) - Theodor Pallady - Iozefina Păuleț (1989), Roemeens-Nederlandse schaakster - Mihai Pintilii - Maricica Puică - Dimitrie Sturdza - Marcela Topor |

## Galerij

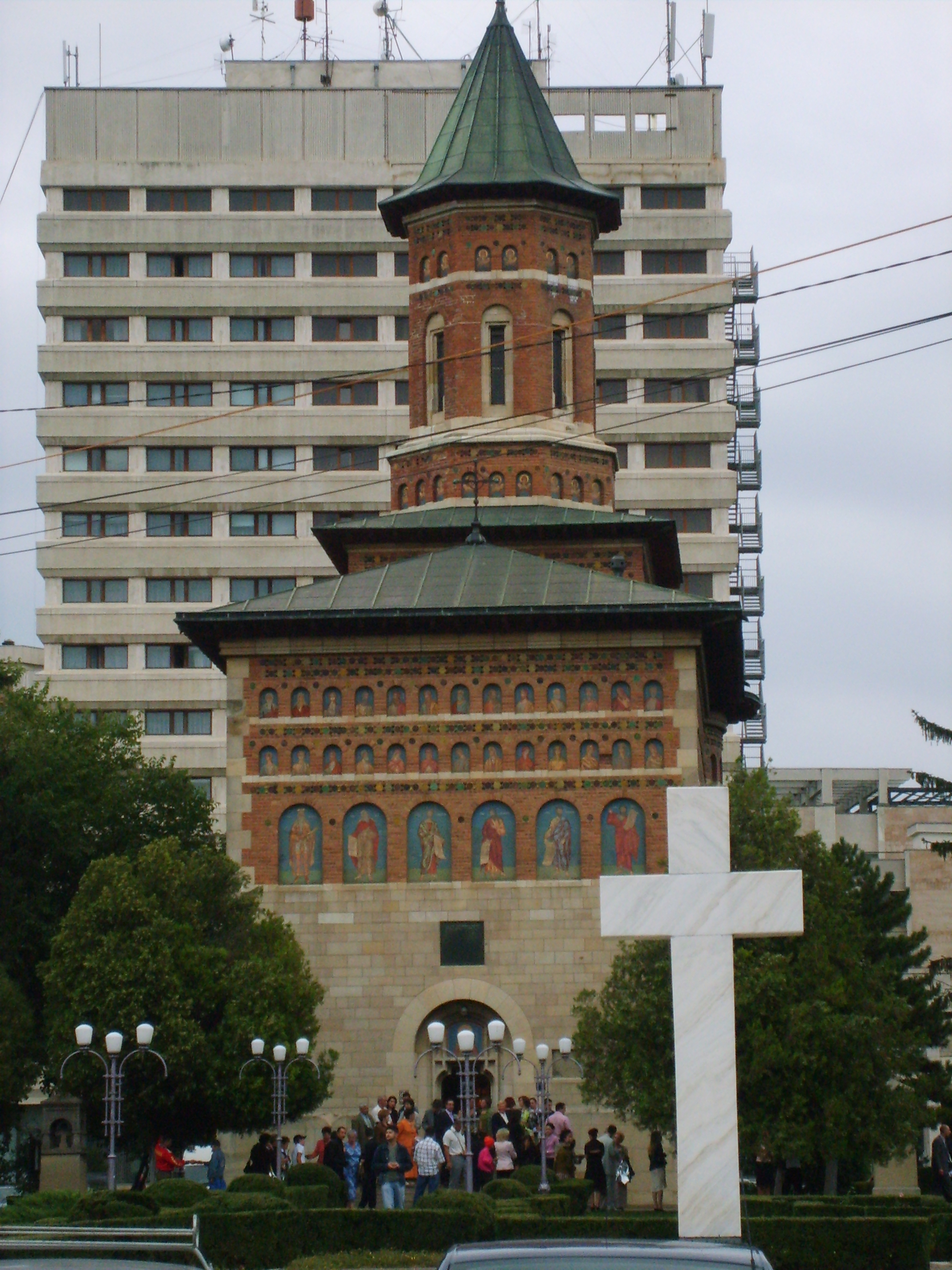
Kerk "Sfântul neculai domnesc" en het grijze gebouw "Hotel Moldova"
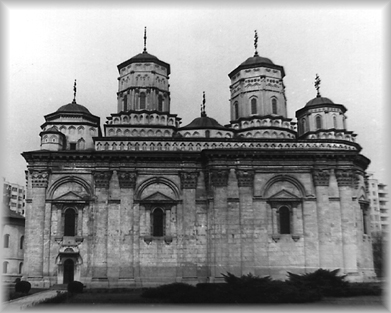
Klooster Golia
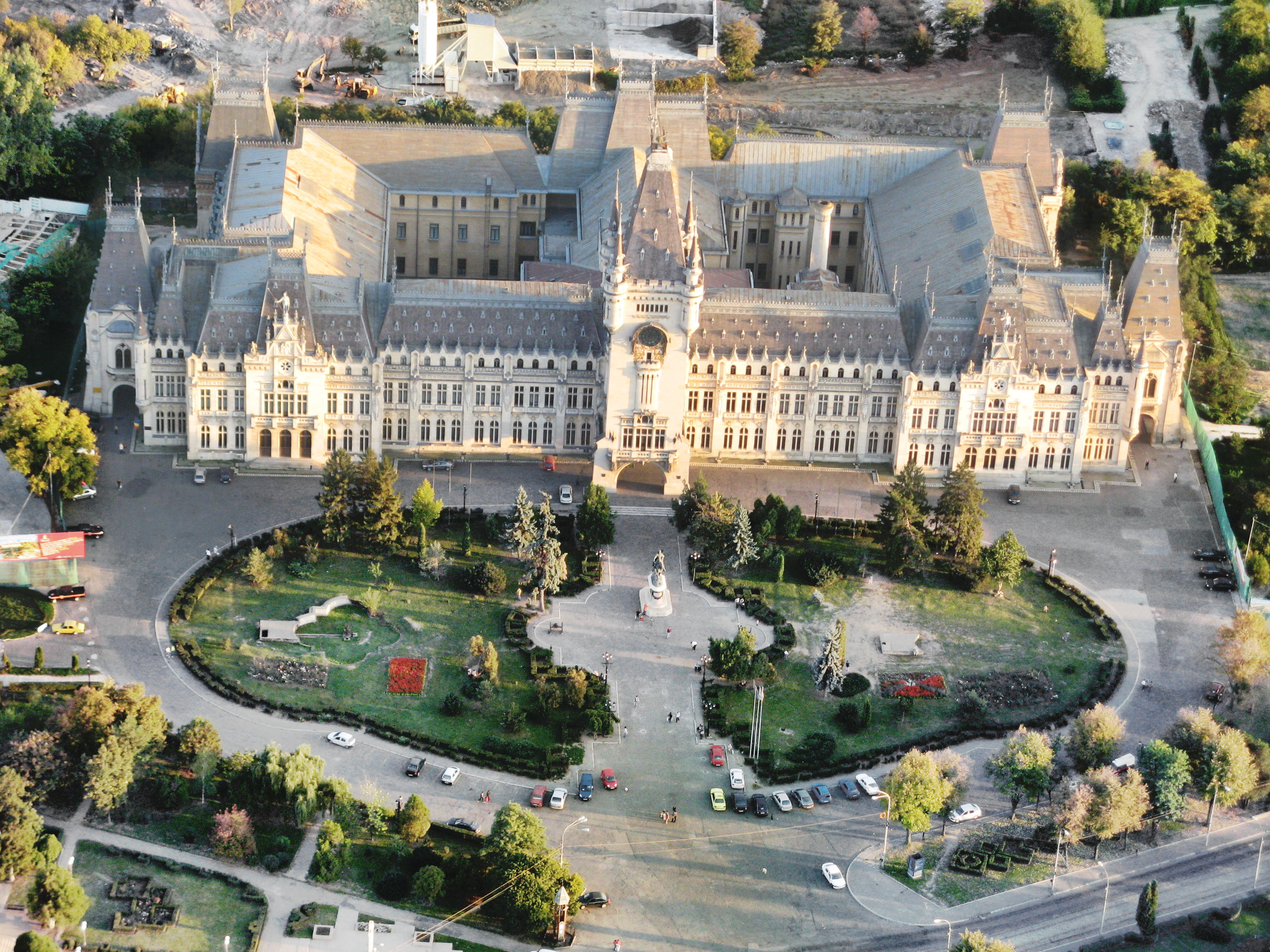
Het Cultuurpaleis
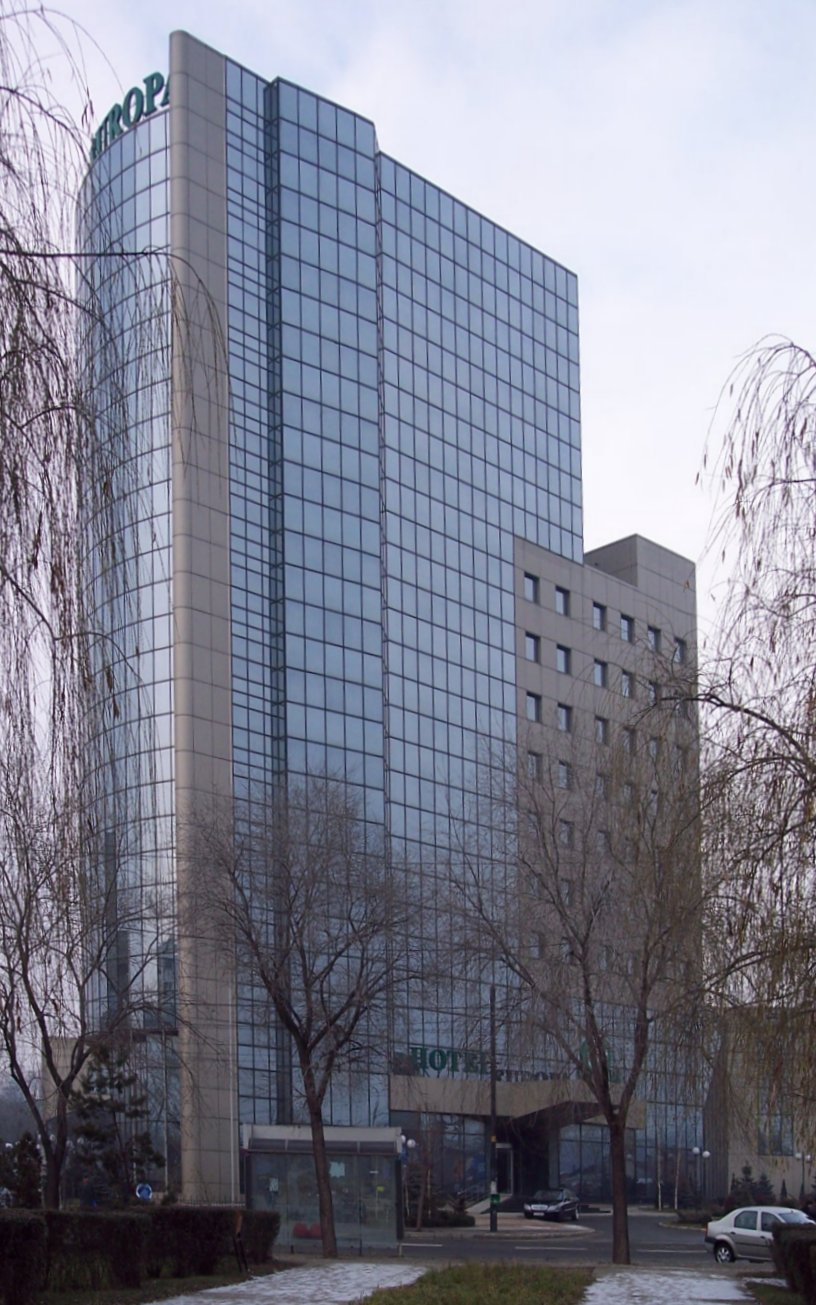
Hotel Europa, een van Iași's nieuwe gebouwen
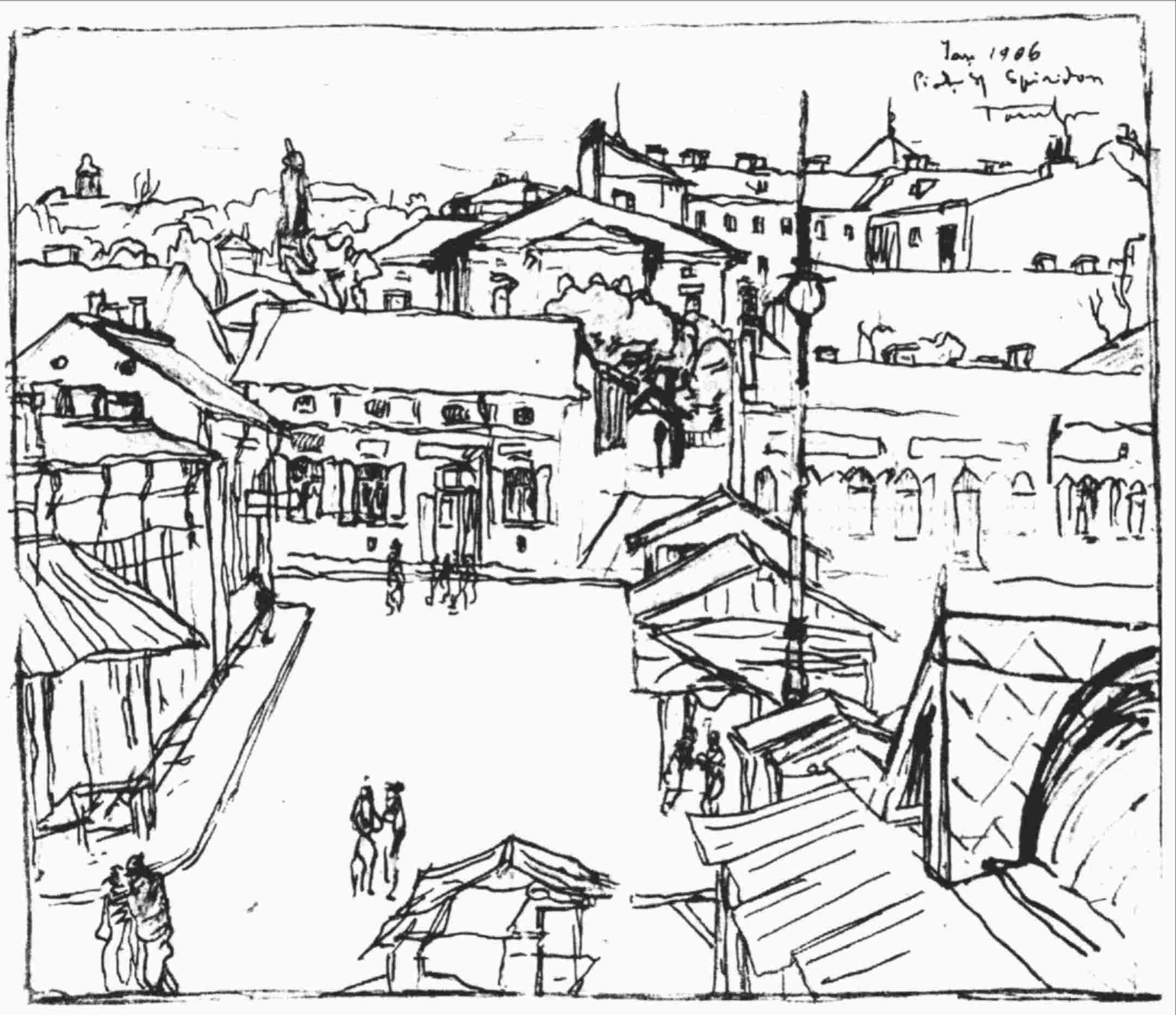
Schets van het Sfântu Spiridionplein in 1906
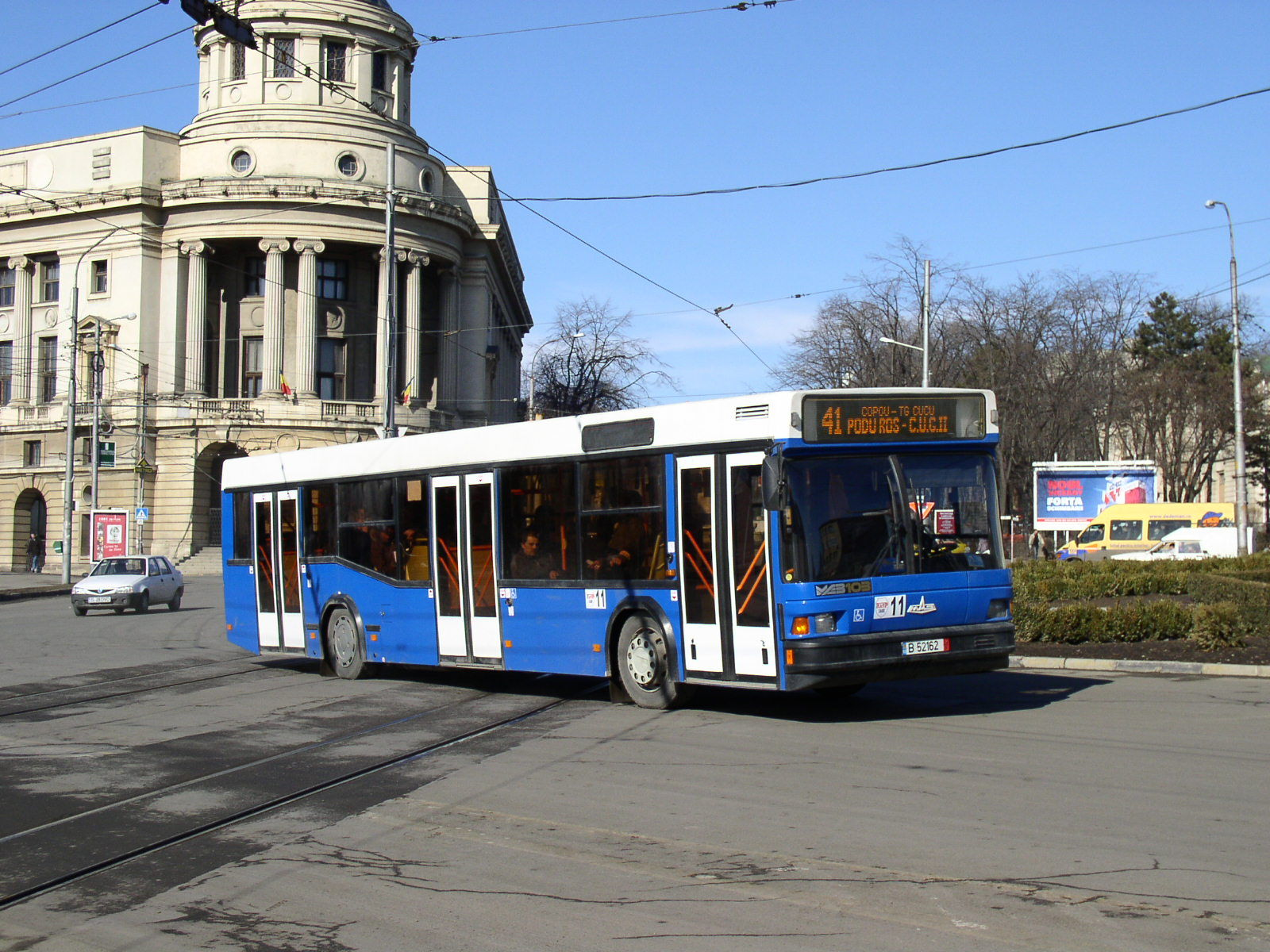
Bus in Iași